# Matthias Sommer
Matthias Sommer (Witten, 3 de diciembre de 1991) es un deportista alemán que compite en bobsleigh en las modalidades doble y cuádruple.
Participó en los Juegos Olímpicos de Pekín 2022, obteniendo una medalla de bronce en la prueba doble (junto con Christoph Hafer). Ganó una medalla de oro en el Campeonato Mundial de Bobsleigh de 2025 y una medalla de plata en el Campeonato Europeo de Bobsleigh de 2025.

## Palmarés internacional
| Juegos Olímpicos   | Juegos Olímpicos             | Juegos Olímpicos  | Juegos Olímpicos |
| Año                | Lugar                        | Medalla           | Prueba           |
| ------------------ | ---------------------------- | ----------------- | ---------------- |
| 2022               | Pekín (China)                | Medalla de bronce | Doble            |
| Campeonato Mundial |                              |                   |                  |
| Año                | Lugar                        | Medalla           | Prueba           |
| 2025               | Lake Placid (Estados Unidos) | Medalla de oro    | Cuádruple        |
| Campeonato Europeo |                              |                   |                  |
| Año                | Lugar                        | Medalla           | Prueba           |
| 2025               | Lillehammer (Noruega)        | Medalla de plata  | Cuádruple        |